# Nicolau I Canabo
Nicolau I Canabo (em latim: Nicolaus Canabus; em grego: Νικόλαος Καναβός; romaniz.: Nikólaos Kanabós; m. 1204) foi imperador bizantino por 11 dias, com o nome de Nicolau I. Foi eleito imperador bizantino em 25 ou 27 de Janeiro de 1204 por uma assembleia do senado bizantino na qual padres, a multidão de Constantinopla e o exército o conclamam imperador. Nicolau era um jovem nobre, (provavelmente um parente da dinastia dos Ângelos), que foi escolhido após três dias de triagem após vários candidatos se recusarem a assumir tão elevada posição. Embora popularmente escolhido, ele nunca aceitou o poder imperial, e fugiu para dentro da Igreja de Santa Sofia, ocasionando a fúria do povo. Aleixo V tenta um acordo com ele, oferecendo-lhe salvo conduto e um cargo alto na administração do governo que ele iniciaria em breve, mas Nicolau rejeita veementemente tais termos. Em 8 de Fevereiro, depois de rejeitar uma convocação imperial, o imperador Kanabos foi arrastado para fora da igreja, na qual ele tinha procurado refúgio, e estrangulado nos degraus de mármore ornamentado de Santa Sofia.
O historiador Niketas Choniates descreveu Nicolaus Kanabus como um rapaz gentil e muito inteligente, mas que não tinha as condições de reinar.